# Erdőrét
Erdőrét (1899-ig Pollusz, szlovákul Poluvsie) község Szlovákiában, a Trencséni kerületben, a Privigyei járásban.

## Fekvése
Privigyétől 8 km-re északra fekszik.

## Története
1358-ban említik először, ebben az évben alapította Petrik privigyei bíró a német jog alapján. 1583-ban „Polusy” alakban tűnik fel az írott forrásokban. Privigye városához tartozott, majd a 16. században a bajmóci váruradalom része lett. 1675-ben 13 családban 54 lakos élt a településen. 1715-ben 12 adózó háztartása volt. 1753-ban a faluban molnár és kovács működött. 1787-ben 20 háza volt 139 lakossal.
A 18. század végén Vályi András így ír róla: „POLUSZ. Tót falu Nyitra Vármegyében, földes Ura Gróf Pálfy Uraság, lakosai katolikusok, fekszik Bajmóczhoz egy mértföldnyire, határja középszerű, réttyei jók, legelője elég, második osztálybéli.”
1828-ban 27 házában 189 lakos élt, akik mezőgazdasággal, gyümölcstermesztéssel foglalkoztak. A faluban fűrészmalom is üzemelt.
Fényes Elek 1851-ben kiadott geográfiai szótárában így ír a faluról: „Polusz, tót falu, Nyitra vgyében, Brezány fil., 189 kath. lak. F. u. gr. Pálffy Ferencz. Ut. p. Privigye.”
Borovszky Samu monográfiasorozatának Nyitra vármegyét tárgyaló része szerint: „Pollusz, nyitravölgyi tót község, Német-Prónától délre, 219 r. kath. vallásu lakossal. Postája Nedozser, táviró- és vasúti állomás Privigye. A községben csak kápolna van, mely 1890-ben épült. Földesurai a Pálffyak voltak. 1583-ban már Bajmócz várának tartozéka volt.”
A trianoni diktátumig Nyitra vármegye Privigyei járásához tartozott.

## Népessége
| Év:            | 1994. | 2004.   | 2014.   | 2024.   |
| -------------- | ----- | ------- | ------- | ------- |
| Emberek száma: | 542   | 562     | 580     | 537     |
| Eltérés:       |       | +3,69 % | +3,20 % | -7,41 % |

| Év:            | 2023. | 2024.   |
| -------------- | ----- | ------- |
| Emberek száma: | 539   | 537     |
| Eltérés:       |       | -0,37 % |

1910-ben 324, túlnyomórészt szlovák anyanyelvű lakosa volt.
2001-ben 564 lakosából 553 szlovák volt.
2011-ben 603 lakosából 579 szlovák volt.
2021-ben 535 lakosából 510 (+2) szlovák, 1 (+1) magyar, 6 (+2) egyéb és 18 ismeretlen nemzetiségű volt.